# Crithote
Crithote é um gênero de traça pertencente à família Arctiidae.